# Hypothèse Médée
L’hypothèse Médée est une théorie émanant du paléontologue américain Peter Ward en 2009 qui s'oppose à celle de James Lovelock nommée hypothèse Gaïa. Selon Ward, la vie, qui se considère comme un superorganisme, est suicidaire. Dans cette optique, les extinctions massives sont des tentatives suicidaires afin de revenir à un état biologique microbien, comme aux débuts de l'histoire de la Terre,.
Selon Ward, ces « tentatives suicidaires » sont :
- un empoisonnement par le méthane il y a 3,5 milliards d'années ;
- la grande catastrophe de l'oxygène il y a 2,7 milliards d'années ;
- la « Terre boule de neige » (Snowball earth en anglais), par deux fois, il y a 2,3 milliards d'années et entre 790-630 millions d'années ;
- l'extinction à cause du sulfure d'hydrogène (à la limite Permien - Trias), vers 251,4 millions d'années.